# Rietrivier

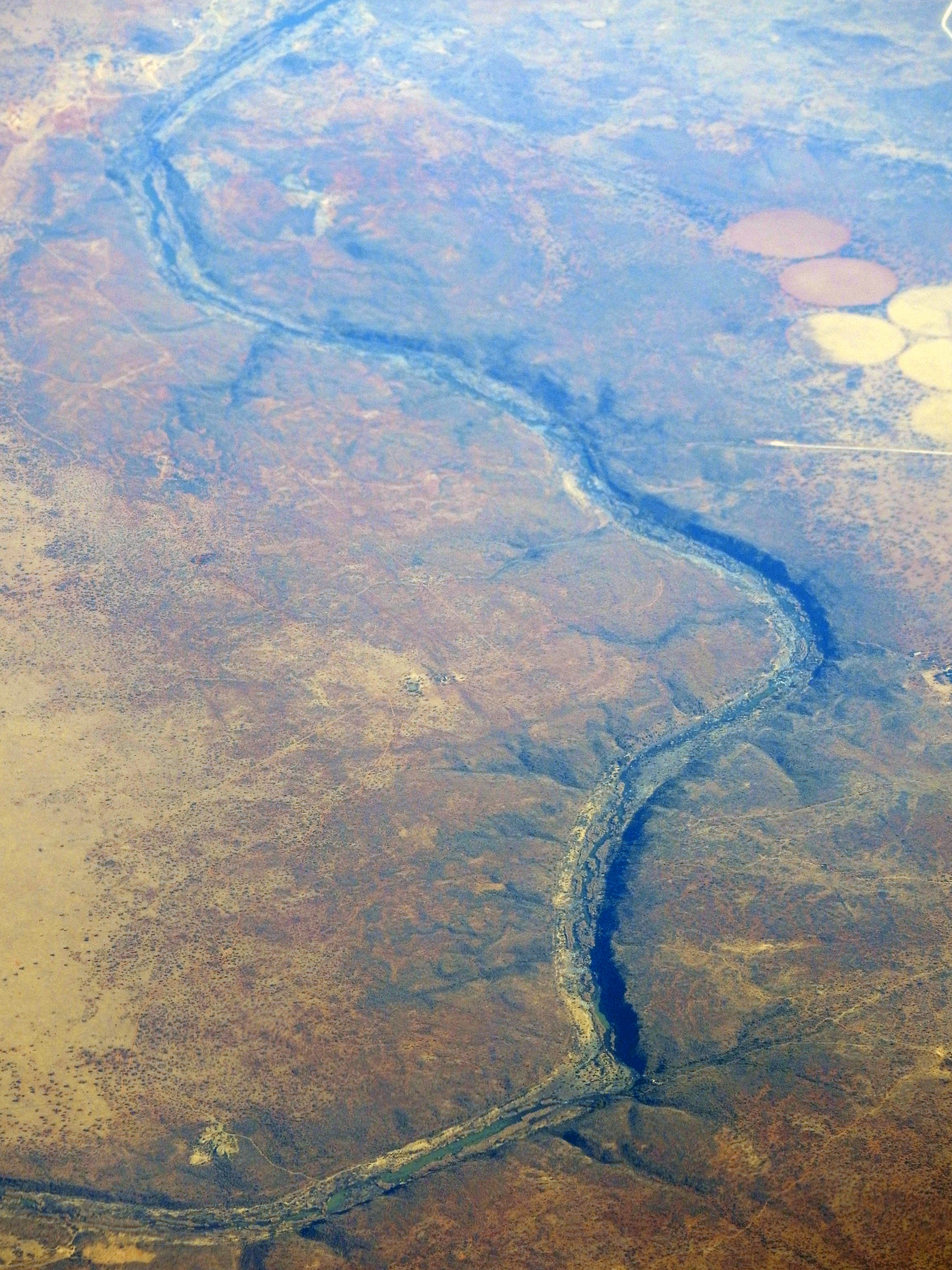
Luchtopname van de Rietrivier, 2018

De Rietrivier is een zijrivier van de Vaalrivier in Zuid-Afrika. 
De rivier ontspringt in de Vrystaat, oostelijk van Reddersburg. Vanaf zijn bron stroomt de rivier naar het westen, naar het noorden langs Reddersburg waar het onder de rijksweg N6 en later ook de N1 doorloopt.
Steeds westwaarts vloeit de rivier in de Kalkfonteindam, daarna loopt hij noordwestelijk naar Koffiefontein en Jacobsdal. Bij Ritchie vloeit de Modderrivier in de Rietrivier in en kruist dan de N12. Ongeveer 20 km noordoostelijk van de dorp Douglas stroomt de Rietrivier in de Vaalrivier.

## Tweede Boerenoorlog
Verschillende veldslagen vonden plaats langs de Rietrivier en de Modderrivier.
- de Slag bij Poplar Grove (1900)
- de Slag om de Paardeberg (1900)
- de Slag bij Driefontein (1900)
- de Slag bij Graspan (1899)
- de Slag bij die Twee Riviere (1899)
- de Slag bij Magersfontein (1899)[1]